# Maadan (archäologischer Fundplatz)
Koordinaten: 35° 49′ 0″ N, 39° 25′ 0″ O
Maadan ist ein altpaläolithischer Fundplatz in Syrien, nahe dem namensgebenden Dorf Maadan gelegen, das sich etwa 55 km südöstlich von Raqqa an der Ostgrenze des gleichnamigen Governats befindet. Der Fundplatz, genauer gesagt zwei der fünf Fundstellen, galt zeitweise als ältester Fundplatz, an dem sich die Anwesenheit früher Menschen in Syrien nachweisen lässt. Die steinernen Artefakte wurden der Zeit zwischen MIS 36 und 22 zugeordnet, was etwa der Zeit wenig vor 1,2 bis etwa 0,85 Millionen Jahren entspricht. Alle Kerne und Abschläge befinden sich im Nationalmuseum Damaskus, darunter befindet sich kein Faustkeil.

## Survey, Geologie, Datierung
1978 wurden im Rahmen eines Surveys des Centre national de la recherche scientifique (Projekt RCP 438) altpaläolithische Artefakte am Rande des Plateaus entdeckt, das auf den Ort Maadan blickt. Dabei konnte man drei Häufungen solcher Funde etwa 2 bis 3 km südöstlich von Maadan ausmachen. Die Ablagerungen des örtlichen Wadis wurden mit Qf III, II und I formation bezeichnet, wobei „Qf“ für „Quaternary fluvial“ steht. Dabei wurden die Funde aus Maadan 5 der Formation Qf III zugeordnet, eine Bezeichnung, die wiederum auf den Fluss Euphrat und die geologische Epoche des Quartärs verweist. Das nahegelegene Maadan 1 wurde erst jüngst derselben Formation zugeordnet. Maadan 3 weist eine komplizierte Situation auf, denn der Fundplatz wurde zwar jüngst gleichfalls QF III zugewiesen, wo Francis Hours darin Qf II identifiziert hatte, aber auch Qf-I-Überreste wurden in einem Qf „remmant“ von Lorraine Copeland genannt. Klarer hingegen scheint zu sein, dass die Schichten 4b und 4a, die etwa 65 bis 85 m über dem Euphrat liegen, jünger sind, als die Artefakte von Maadan 1 bis 3, die nur 45 bis 50 m über dem Fluss liegen. 
Tuncer Demir und seine Kollegen nahmen an, dass die ähnliche Höhe über dem Fluss, die den Fundplatz Zalabiyeh kennzeichnet, der etwa 25 km flussabwärts liegt, die Schlussfolgerung erlaubte, Maadan 1 bis 3 wären in derselben Zeit entstanden. Das Argument, die Artefakte seien ähnlich hoch über dem Fluss entdeckt worden, verliert jedoch dadurch an Bedeutung, dass der Euphrat sich mit unterschiedlicher Geschwindigkeit in den Untergrund gegraben hat, und dass es zu Landhebungen kam. Infolgedessen müssen Fundorte, die gleich hoch über dem Euphrat liegen, keineswegs aus der gleichen Epoche stammen. 
Andrew Douglas Shaw, der angesichts der Unsicherheiten bei Maadan 3 diese Stätte von seiner Untersuchung ausschloss, ging davon aus, dass Qf III älter oder mindestens genauso alt ist wie Qf II. Qf II aber wird MIS 36 zugeordnet, daher nahm er ein Alter von 1,20 bis 1,17 Millionen Jahren an. Da Qf III womöglich noch ein wenig älter ist, gehören Maadan 1 und 3 zu denjenigen Fundstätten, die den ersten Aufenthalt von Homininen außerhalb Afrikas und zugleich im Nahen Osten belegen.

## Lithische Analyse
In Maadan 1 und 5 fanden sich 26 Kerne, von denen allerdings nur einer aus Maadan 5 stammte. Faustkeile fanden sich keine, jedoch Abschläge (flakes), nämlich 44 in Maadan 1 und fünf in Maadan 5. Diese Zahlen beziehen sich allerdings nur auf Artefakte aus dem Damaszener Nationalmuseum, die sich eindeutig einem der beiden Fundorte zuordnen ließen.
Alle Artefakte weisen starke Abrasionen auf, die typisch sind für ausgeprägte fluviale Bewegungen. Sie sind wohl jünger als MIS 36, jedoch älter als MIS 22, also mindestens 880.000 bis 850.000 Jahren alt. 

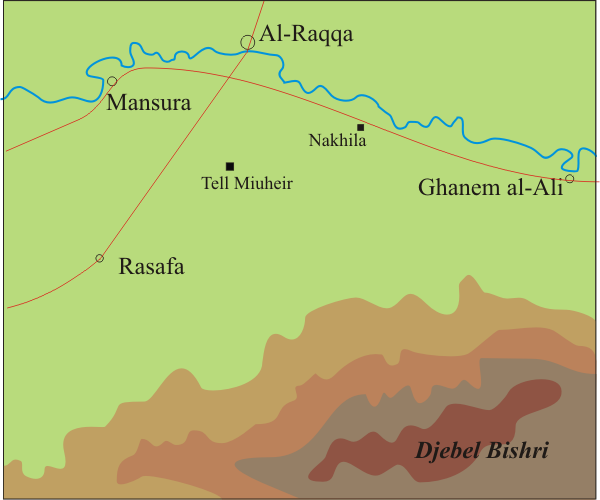
Lagekarte Raqqas und des Dschebel al-Bischri

Sämtliche Geräte sind aus grobkörnigem Chert oder Flint gearbeitet. Dabei erlaubt der stark in Mitleidenschaft gezogene Kortex, auch Rinde genannt, keine Zuweisung zu einer bestimmten Herkunftsstelle. Die einzig bekannte in Frage kommende Stelle am Euphrat liegt beim Dorf Tellik, etwa 150 km oberhalb von Maadan. Außerhalb des Flusstales befindet sich in 65 km ein weiterer möglicher Herkunftsort im Dschebel al-Bischri. 
Die Kerne weisen eine durchschnittliche Maximallänge von 81,4 mm auf und wiegen im Schnitt 335 g. 92,3 %. Sie sind als sogenannte „migrating platform cores“ aufzufassen, wie sie durch ad hoc durchgeführte Abschläge gekennzeichnet sind. Im Schnitt wurde dabei nur 1,5 mal bearbeitet, um einen Abschlag zu gewinnen, wobei es zu 3,9 Abschlägen kam. Beim Reduzieren wurden die Kerne nie lange bearbeitet, denn sie weisen in fast der Hälfte der Fälle nur 1 bis 5 Kerben auf, die übrigen bis 10, nur drei weisen mehr als 10 solcher Bearbeitungsspuren eines harten Hammers auf. Auch der überwiegend erhaltene Kortex weist auf nur kurze Bearbeitungsepisoden hin. Anders als in Rastan, wo die Ausgangsmaterialien schon recht klein waren, und sehr bald keine weitere Reduzierung mehr zuließen, wurden die noch immer recht großen Kerne in Maadan trotz Nichterreichens dieser technologischen Grenze früh weggeworfen. 
Die Abschläge sind im Durchschnitt 63,4 mm lang, wobei der kleinste nur 27,7, der größte hingegen 96,6 mm groß ist. Die Breite, im Schnitt bei 53,0 mm, variiert noch stärker. Sie reicht von 30,3 bis 120,8 mm. Auch die Dicke variiert zwischen 7,3 und 52,3 mm, liegt jedoch im Schnitt nur bei 22,8 mm. Sie sind also, nach dem üblichen Vokabular, mittelgroß und dick. Diese Tatsache geht aber laut Andrew Shaw möglicherweise auf die fluvialen Bewegungen zurück und darauf, dass die Artefakte per Hand aufgesammelt wurden, womit größere Stücke weniger leicht übersehen worden sein dürften als kleinere.